# 立阿弥
立阿弥 （りゅうあみ、生没年不詳）は、室町時代の華道家である。立花の成立に貢献した。

## 略歴
室町幕府将軍側近の同朋衆であり、台阿弥、文阿弥らとともに、足利義教、足利義勝、足利義政の3代に渡って仕えた。文明18年（1486年）に立花の名人技を義政に披露し、称賛された。

## 人物
- 花瓶への関心は薄かった。